# Love Life (film)
Love Life è un film del 2022 diretto da Kōji Fukada.

## Trama
Taeko è una devota madre di famiglia che vive una vita felice con il marito e il figlioletto Keita. Quando, a seguito della morte accidentale del bambino, il padre biologico di Keita ritorna inaspettatamente nella sua vita, sordo, malato e senza fissa dimora, Taeko decide di prendersi cura di lui.

## Promozione
Il primo trailer del film è stato pubblicato il 10 agosto 2022.

## Distribuzione
La prima di Love Life è avvenuta il 5 settembre 2022 in occasione della 79ª Mostra internazionale d'arte cinematografica di Venezia e il film verrà distribuito nelle sale italiane quattro giorni più tardi.

## Riconoscimenti
- 2022 - Mostra internazionale d'arte cinematografica[4]
  - Candidatura per il Leone d'oro al miglior film